# Stephan Baekers
Stephan Baekers (Leiden, 16 juli 1948) is een Nederlandse componist.

## Opleiding
Baekers studeerde compositie aan het Koninklijk Conservatorium in Den Haag en had Léon Orthel en Otto Ketting als docenten. Ook studeerde hij compositie aan  het Conservatorium van Amsterdam bij Robert Heppener. Daarnaast studeerde hij filosofie en muziekgeschiedenis aan de Universiteit Leiden, waar hij in 1980 bij C.A. van Peursen promoveerde met het proefschrift "De tijd bij Heidegger en Aristoteles".

## Activiteiten
In de jaren 1985 en 1986 deed Baekers onderzoek naar het geschiedenis- en tijdbegrip aan het Netherlands Institute for Advanced Study of NIAS in Wassenaar. Baekers organiseert en verzorgt in samenwerking met musea, kunstgalerieën en beeldende kunstenaars synaesthetische presentaties in zowel het binnen-, als het buitenland. Synaesthesie is het tegelijkertijd ervaren van meerdere soorten kunst, zoals het bekijken van schilderijen onder begeleiding van muziek. Dit geeft een andere ervaring dan deze twee vormen apart.

## Publicaties
In tijdschriften als Hegel Studien, Archives de Philosophie en de Filosofische Reeks van de Universiteit van Amsterdam publiceerde Baekers zijn filosofische onderzoeken. In Hollands Maandblad en De Gids publiceert hij beschouwingen over literatuur, muziek en schilderkunst.   